# Johan Hjertqvist
Carl Johan Hjertqvist, född 14 juli 1947 i Gustav Vasa församling i Stockholm, är en svensk entreprenör, författare och fd. moderat kommunalpolitiker. Han medverkade 1978 i grundandet av tankesmedjan Timbro. Han har varit verksam inom Sveriges Industriförbund och Svenska Arbetsgivareföreningen samt efter fusionen av dessa organisationer Svenskt Näringsliv. 2004 grundade han det internationella informationsföretaget Health Consumer Powerhouse (HCP), där han är VD, och som gör jämförelser av sjukvård i 35 länder. Han har tidigare bland annat varit ordförande för FMS-Stockholm, vice ordförande för Fria Moderata Studentförbundet, rotelsekreterare i Stockholms läns landsting och kommunalråd i Tyresö kommun. Han är författaren till bland annat "Direktörernas kokbok" (1984), trilogin "Sjukvårdens kulturrevolution" (2001-2003) och "Skandal eller succé" (2014; om svensk äldreomsorg).